# Ngựa Knabstrupper
Ngựa Knabstrupper hay còn gọi với cái tên khác là Ngựa Knabstrup là một giống ngựa của Đan Mạch với màu lông khác thường.
Giống ngựa này thường có kích thước khoảng 15,2 đến 16 hand (62 đến 64 inch, 157 đến 163 cm), nhưng cũng có những con có kích cỡ của ngựa lùn (dưới 14,2 h (58 inch, 147 cm) được tìm thấy.

## Lịch sử
Giống Knabstrupper được thành lập lần đầu tiên vào năm 1812 tại Đan Mạch. Một con ngựa màu hạt dẻ với những mảng đốm màu đất có cách bố trí phức tạp tương tự của loài báo đã được lai tạo thành một con ngựa con với nhiều đốm màu có cách bài trí ấn tượng. Con ngựa cái ban đầu và con ngựa đực là con nó được đem đi lai tạo với nhiều con ngựa khác, sinh ra nhiều con ngựa con có đốm và thiết lập nên giống ngựa Knabstrupper.
Giống ngựa này đã từng rất phổ biến, nhưng sau đó được lai với những giống ngựa khác, và liệu có bất kỳ con thuần chủng nào từ giống ngựa này vẫn không chắc chắn. Chúng làm rất tốt việc huấn luyện và các cuộc đua ngựa phi vượt chướng ngại vật và được sử dụng trong cưỡi ngựa nói chung, cũng như xe ngựa và ngựa xiếc nói riêng. Năm 1971, ba con ngựa giống Appaloosa đã được nhập khẩu vào Đan Mạch bồ sung dòng máu mới cho giống Knabstrupper.
Knabstrupper ngày nay được nhân giống ở Đan Mạch, Na Uy, Thụy Điển, Thụy Sĩ, Ý, Đức, Hà Lan, Vương quốc Anh, Hoa Kỳ và gần đây nhất là Cộng hòa Séc, Úc và New Zealand.